# KCBS (estación de radio)
KCBS (740 AM) es una estación de radio de formato todo noticias, ubicada en San Francisco, California. Es propiedad de Entercom, la cual se hizo cargo de la misma, luego de su fusión con CBS Radio. KCBS comparte estudios en Battery Street con la estación de televisión de propiedad de CBS y CW, KPIX-TV Canal 5 y KBCW Canal 44. El sitio del transmisor de la radio está ubicado en Novato. Su programación se transmite de manera simultánea en el 106.9 por KFRC-FM, también de propiedad del mismo grupo empresarial, más el subcanal digital HD1 de esa estación. Es una estación principal de cabecera para el Norte de California en el sistema radial de alerta de emergencias. KCBS opera con una salida de transmisión al aire de 50,000 vatios, y durante el día se puede captar regularmente hasta el Norte de Sacramento y Hopland, y al Sur, hasta San Luis Obispo. En buenas condiciones también se escucha al norte, hasta Redding, y al sur hasta Santa María. Por la noche, la estación emplea una antena direccional, enviando su señal principalmente al sureste, para proteger de interferencias la señal de la CFZM de Toronto, la estación dominante de Clase A en esa frecuencia de canal libre de los 740 kHz. La señal nocturna de KCBS se escucha en toda California, incluidos Los Ángeles y San Diego, además de varios estados del oeste, incluidos Nevada, Oregón, Washington, Idaho y Utah. En raras ocasiones, los diexistas (aficionados que escuchan estaciones lejanas) han informado haber recibido la KCBS a través del Océano Pacífico, en lugares como Hawái o Alaska.
Además de las transmisiones convencionales, el audio de KCBS se transmite por Internet con transmisión de audio en vivo durante todo el día. La transmisión en vivo de la estación también estuvo disponible a través de TuneIn, y la mayoría de aplicaciones de transmisión de audio hasta el 1 de agosto de 2018, cuando se extrajo de todas estas aplicaciones las fuentes de transmisión de medios, excepto la aplicación móvil Radio.com, donde ahora está disponible exclusivamente.

## Historia de los años experimentales
KCBS se considera una de las primeras estaciones de radio. Recibió su primera licencia de estación de radiodifusión, como KQW en San José, a principios de diciembre de 1921. Sin embargo, el licenciatario original, Charles Herrold, había comenzado a hacer transmisiones de radio de audio desde 1909, como parte de un sistema experimental de radio teléfono, y KCBS ha tradicionalmente fechado su fundación a ese año. El primer trabajo de radio de Herrold se había olvidado en gran medida hasta 1959, cuando se publicó "The Golden Anniversary of Broadcasting" de Gordon R. Greb en el Journal of Broadcasting.
El 1 de enero de 1909, Herrold abrió el Herrold College of Wireless and Engineering (universidad Herroll de telegrafía sin hilos e ingeniería), ubicado en el Garden City Bank Building en el número 50 West de la calle San Fernando Street en San José. Con el fin de promover la universidad, así como proporcionar experiencia práctica para sus estudiantes, se construyó un transmisor de radio (entonces conocido como "telegrafía sin hilos") con una antena grande sobre el edificio. Las primeras transmisiones usaban transmisores de chispa, que solo podían transmitir los puntos y rayas del código Morse.
Herrold fue uno de los primeros en desarrollar un transmisor de radio que también podía usarse para transmisiones de audio. Después de un éxito limitado con un enfoque que utilizaba chispas de "alta frecuencia", más tarde comenzó a usar una versión de un "transmisor de arco" desarrollado originalmente por el ingeniero danés Valdemar Poulsen. Aunque su objetivo principal era crear un teléfono inalámbrico que pudiera comercializarse para uso, punto a punto, a partir de julio de 1912 Herrold también comenzó a emitir transmisiones semanales de entretenimiento, con un programa debut en el que se emitían discos fonográficos suministrados por la compañía Wiley B. Allen.
La comunicación por radio inicialmente no estaba regulada en los Estados Unidos, y al principio Herrold usó una variedad de auto identificaciones para su estación, incluidos FN y SJN, además, para transmisiones de audio, "Aquí San José". La Ley de Radio de 1912 estableció la licencia de estaciones a través del Departamento de Comercio de los EE. UU., Y a fines de 1915. Herrold recibió una Licencia de Estación Experimental con el distintivo de identificación 6XF. Aunque Herrold informó que tuvo éxito en el desarrollo de su sistema, sus transmisores de arco eran de baja potencia y solo funcionarían a longitudes de onda superiores a 600 metros (frecuencias inferiores a 500 kHz). El desarrollo concurrente de la tecnología de tubos de vacío, que no tenía las mismas limitaciones, comenzó a hacer obsoleta esta tecnología de arco.

### Primera Guerra Mundial

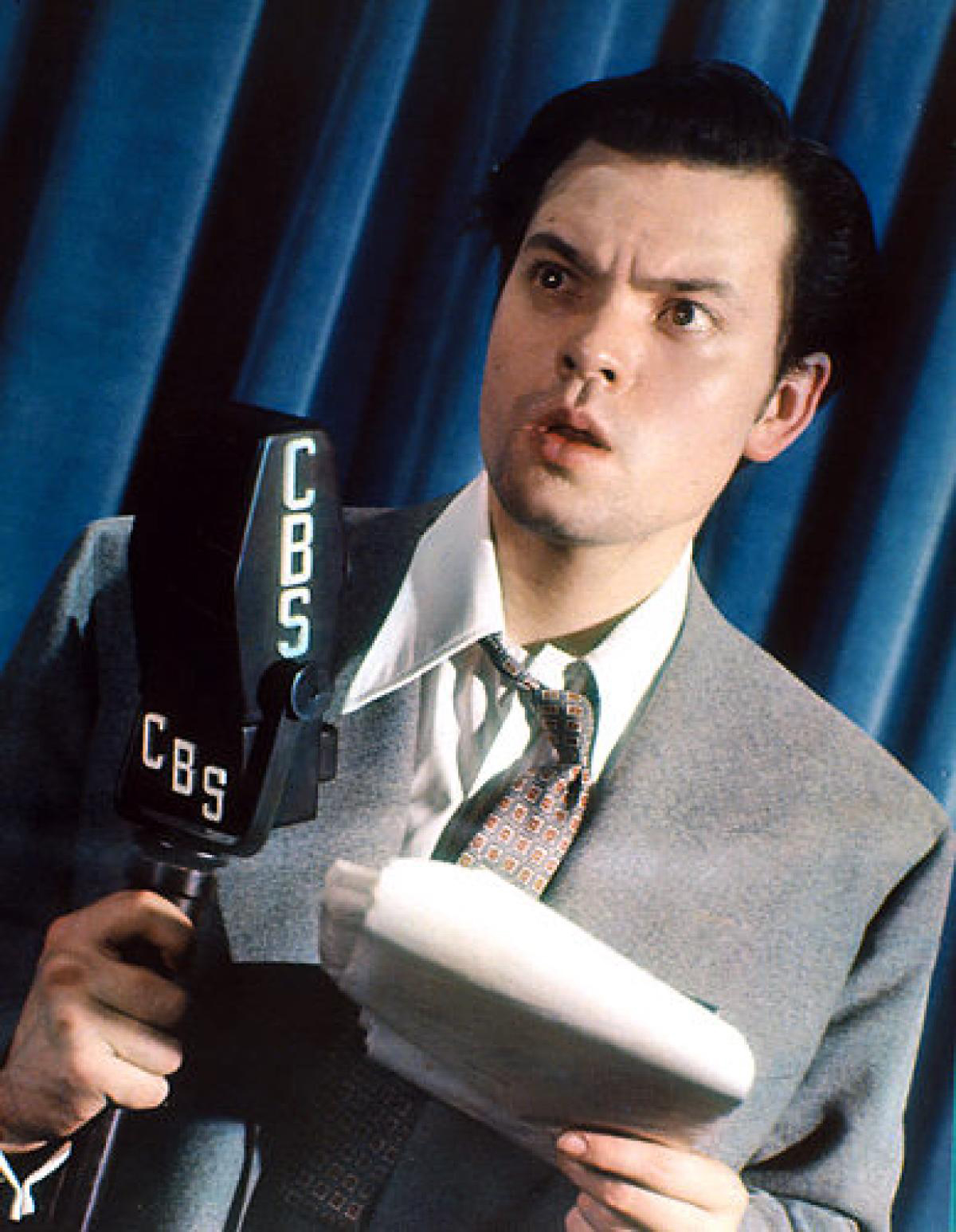
Orson Wells en los estudios de CBS Radio (1939)

En abril de 1917, con la entrada de los Estados Unidos en la Primera Guerra Mundial, el gobierno de los Estados Unidos tomó el control de toda la industria de la radio, y se convirtió en ilegal que los ciudadanos privados poseyeran un receptor de radio que funcionara. Además, se ordenó el desmantelamiento de todas las estaciones de radio civiles, por lo que durante la duración del conflicto, Herrold dejó las ondas de radio. Esta prohibición del gobierno en tiempos de guerra de las estaciones civiles se levantó recién el 1 de octubre de 1919, y a principios de 1921, Herrold volvió a emitir con una licencia experimental, nuevamente con el distintivo de llamada 6XF  (anteriormente se le había otorgado una licencia para un transmisor portátil, con el distintivo de llamada 6XE).
Durante la guerra se habían logrado avances impresionantes en el diseño de transmisores y receptores de tubos de vacío, y los transmisores de arco de Herrold ya no eran comercialmente competitivos. En 1920, varias estaciones de radio en el área de la Bahía de San Francisco, que empleaban transmisores de tubo de vacío, comenzaron a emitir transmisiones de entretenimiento regularmente, principalmente la estación "California Theatre", 6XC, creada por Lee de Forest, que comenzó el servicio diario alrededor de abril de 1920. Después de la guerra, Herrold necesitaba familiarizarse con el equipo de tubos de vacío, antes de poder regresar al aire. Aunque algunos de sus colegas informaron más tarde que reanudó las transmisiones regulares ya en 1919, el informe documentado más antiguo de su reanudación de la transmisión, presumiblemente por desde 6XF, data de principios de mayo de 1921, con el anuncio de que la escuela inauguraría un calendario de programación: los lunes y jueves por la noche, lo cual consta en los registros proporcionados por J.A. Kerwin, entonces ubicado en  el 84 East Santa Clara street, un distribuidor de fonógrafos".

### KQW (1921–1949)

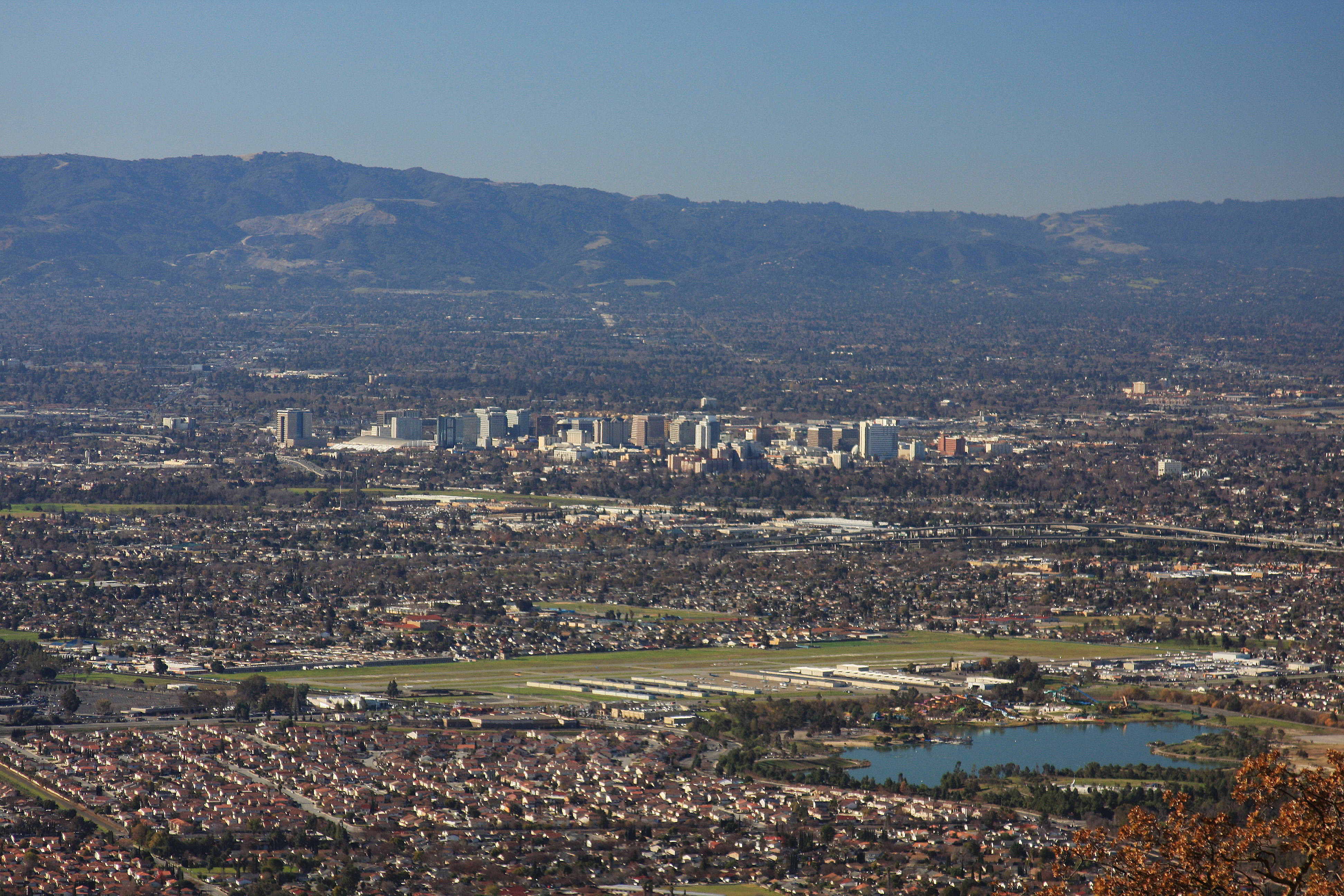
Vista de la ciudad de San José, California (2009)

A partir del 1 de diciembre de 1921, el Departamento de Comercio emitió un reglamento que estipulaba que las estaciones que realizaban transmisiones destinadas al público en general, ahora tenían que tener una licencia comercial limitada que especificara la operación en una longitud de onda de 360 o 485 metros y, el 9 de diciembre de 1921, la autorización de la estación de radiodifusión con las letras de llamada asignadas al azar le otorgó la identificación KQW que se otorgó a nombre de Herrold. Esta licencia especificaba la operación en la longitud de onda común de "entretenimiento" de 360 metros (833 kHz), por lo que KQW inicialmente transmitía solo durante las horas asignadas, bajo un acuerdo de tiempo compartido realizado con otras estaciones locales de radio.
Clasificando las estaciones de acuerdo con la primera vez que recibieron una autorización de transmisión, bajo las disposiciones de las regulaciones del 1 de diciembre de 1921, KQW quedó empatado en el 6.º lugar en el estado de California, y el 16.º en los Estados Unidos. Es la octava estación de radio sobreviviente más antigua de los Estados Unidos, y empató en el segundo lugar más antiguo de California, un día detrás de KWG en Stockton, y empató con KNX en Los Ángeles. También es la más antigua en el Área de la Bahía; la siguiente más antigua es KMKY de Oakland, la cual recibió en su momento la licencia de KLS el 10 de marzo de 1922.
La operación de KQW fue financiada por la venta de equipos de radio por el Herrold Radio Laboratory, pero en 1925 los costos habían aumentado. La estación fue transferida entonces a la Primera Iglesia Bautista de San José, con Herrold como director de programación. En 1926, el gerente de la estación, James Hart, compró la licencia y las instalaciones de KQW, y finalmente compró la propia estación en 1930. De 1937 a 1941, KQW funcionó como afiliada en San José al Don Lee Broadcasting System. Durante este tiempo, su propietario fue Julius Brunton & Sons, y las operaciones de la estación se ubicaron conjuntamente con KJBS en el número 1470 de la calle Pine Street de San Francisco. Hasta 1942, funcionó como un servicio de la Fundación Agrícola del Pacífico de los agricultores del Valle Central de California.

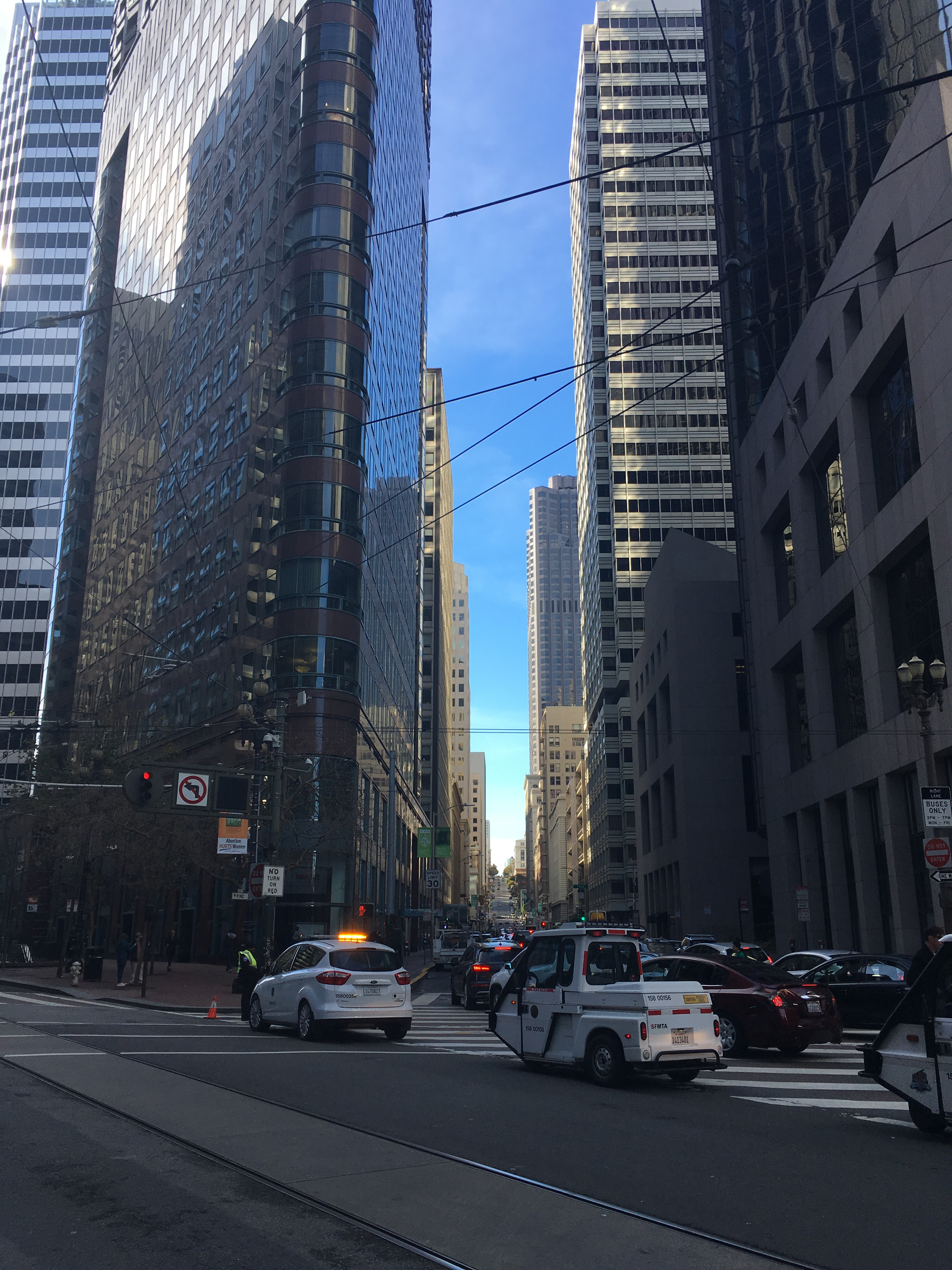
Calle Pine de San Francisco (2018)

En 1927, se creó la Comisión Federal de Radio (FRC) para hacerse cargo de la regulación de las estaciones de radio de EE. UU., y comenzó una serie de cambios en las frecuencias, para coordinar las asignaciones de estaciones. A partir del 11 de noviembre de 1928, la FRC dividió las frecuencias de transmisión de la banda AM en tres clasificaciones: local, regional y canal libre. A KQW le fue asignada la frecuencia de 1010 kHz, que había estado utilizando desde el año anterior, y se le designó como una frecuencia regional. Para 1940, KQW había aumentado su potencia diurna al máximo permitido para estaciones regionales, 5.000 vatios. En marzo de 1941, según las disposiciones del Acuerdo de Radiodifusión Regional de América del Norte (NARBA), la mayoría de las estaciones de radio de EE. UU. Se trasladaron a nuevas posiciones en el dial, por lo que KQW se trasladó definitivamente a los 740 kHz.
Según las disposiciones de NARBA, los 740 kHz son un canal libre internacional canadiense, para la estación CBL (ahora CFZM) estación Clase I-A. En tanto, KQW se clasificó como una estación secundaria de Clase II. Sin embargo, la gran distancia entre las dos estaciones significó que, con el uso de una antena direccional, KQW podía solicitar permiso para aumentar su potencia a 50,000 vatios. A principios de la década de 1940, el afiliado del área de la Bahía de San Francisco para la red de radio CBS era KSFO, que, debido a que operaba en una frecuencia regional, estaba limitado a una potencia de solo 5.000 vatios. Pero CBS quería tener una estación operando a 50.000 vatios de plena potencia, e inicialmente se llegó a un acuerdo para que KQW y KSFO intercambiaran frecuencias: KSFO a 740 y KQW a 560, después de lo cual KSFO se actualizaría a 50,000 vatios. Sin embargo, este plan fracasó, porque CBS también quería ser dueño de la filial del Área de la Bahía, y los propietarios de KSFO no estaban dispuestos a venderla. Debido a este rechazo, en 1942 CBS transfirió su afiliación de KSFO a KQW, con la opción de comprar KQW. El personal de la estación se mudó a un estudio propiedad de CBS, ubicado en el Palace Hotel. Para todos los efectos, ahora era una estación de San Francisco. Sin embargo, todavía tenía licencia para San José, por lo que siempre un locutor anunció el sitio correcto de donde provenían las transmisiones, requerido desde el punto legal, esta es "KQW, San José".

### Los comienzos de KCBS (1949–1995)
CBS ejerció su opción de comprar sobre KQW en 1949, cambiando las letras de identificación de la estación a KCBS. En 1951, KCBS contrató la construcción de cuatro torres de 50.000 vatios en Novato, las cuales originalmente estaban destinadas a KSFO. La ciudad de licencia de KCBS también se cambió, oficialmente, de San José a San Francisco.
En 1968, KCBS se convirtió en una de las primeras estaciones de noticias en todo el país, ya que CBS estaba convirtiendo muchas de sus estaciones de radio en todo el país al formato todos noticias, ya desarrollado por WCBS en la ciudad de Nueva York. KCBS ya tenía una larga historia en las noticias que se remontan a la Segunda Guerra Mundial, cuando era el centro de los esfuerzos de recopilación de noticias de CBS en el Teatro del Pacífico. En 1971, KCBS trasladó sus estudios al piso 32 del One Embarcadero Center. Los presentadores y reporteros notables que se hicieron populares durante los primeros años de la era "Newsradio" incluyeron a Al Hart, Frank Knight, Dave McElhatton (cuya permanencia en KCBS databa de principios de la década de 1950, incluido el anfitrión de un popular programa matutino en la estación, antes de que se implementara el formato todo noticias. Ray Hutchinson (primer presentador comercial de KCBS bajo el formato de todo noticias), entregaba sus actualizaciones desde el piso del Pacific Stock Exchange, Ken Ackerman (quien comenzó en la estación en 1942, luego fue anfitrión de la versión de KCBS de Music 'Til Dawn y en algún momento se convirtió en presentador de noticias bajo el formato de todo noticias, sirviendo hasta su retiro en 1995, Bob Price, un presentador comercial y editor de KCBS que trabajó durante más de 20 años en la estación de radio, estuvo destinado a la Bolsa de Valores del Pacífico hasta su retiro el 5 de noviembre de 2009.
A lo largo de los primeros años, KCBS también transmitió deportes locales. Ya en 1949, KCBS transmitió los juegos de fútbol de la Universidad de Stanford. Al convertirse a su formato de noticias en 1968, KCBS dejó de transmitir deportes de Stanford, cuyas transmisiones se trasladaron a su rival KSFO. Sin embargo, en 1985, KCBS firmó un contrato de tres años para transmitir fútbol de Stanford y baloncesto masculino. En 1992, Stanford abandonó KCBS en favor de KFRC-AM en 1992, para encontrar una estación que dedicara más tiempo al aire para discutir las actividades deportivas de Stanford, pues era imposible con KCBS y su formato todo noticias. De 1980 a 1986, KCBS transmitió fútbol del estado de San José. Sin embargo, KCBS llevó la mayoría de los juegos de San Jose State, pregrabados, en la temporada de 1986 debido a conflictos con los juegos de Stanford. KCBS no renovó su contrato con San Jose State después de que expiró, y la estación de San Jose KHTT ganó los derechos de transmisión de San Jose State a partir de 1987. De 1981 a 1986, KCBS fue la estación insignia de los San Francisco 49ers.

### Copropiedad con KPIX (1995–2017)
Westinghouse Electric Corporation compró CBS, poniendo la estación de radio más antigua del Área de la Bahía bajo propiedad común con su estación de televisión más antigua, KPIX-TV Canal 5, que Westinghouse había comprado a las emisoras asociadas en 1954. En mayo de 2006, KCBS y KPIX-TV trasladaron sus oficinas centrales de noticias en San José a la Torre Fairmont, en el 50 West de la calle San Fernando Street. Esta fue, casualmente, la ubicación de las transmisiones originales de Charles Herrold. La gerencia de CBS desconocía el historial de la dirección de la calle San Fernando cuando se planeó la mudanza. Sin embargo, una vez informados de que este era el lugar de nacimiento de KCBS, reconocieron esto en la celebración de apertura de la oficina.

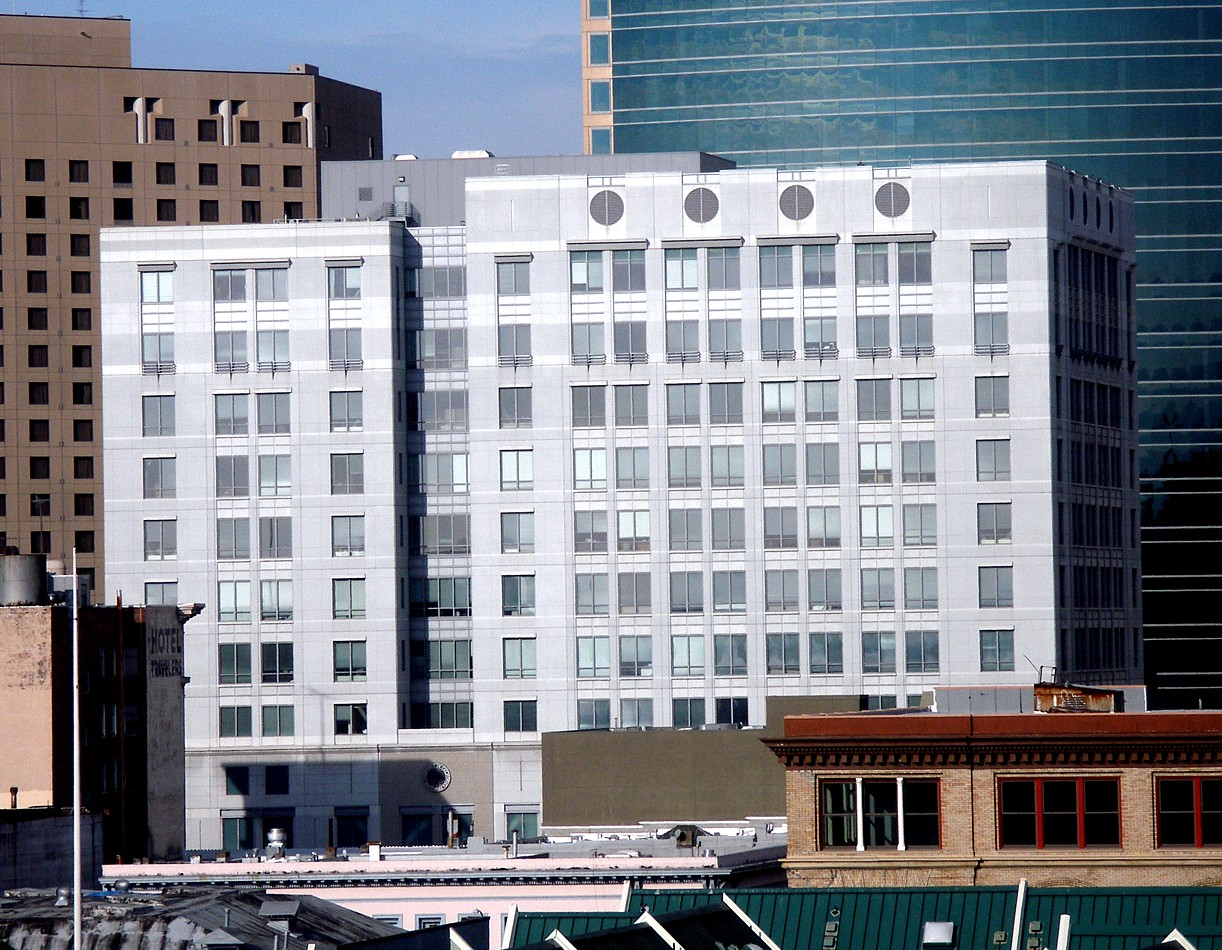
Oficinas del presidente de la Universidad de California en Oakland (2006)

A mediados de marzo de 2005, KCBS, junto con casi todas las otras estaciones de noticias propiedad de Infinity Broadcasting (que se rebautizó como CBS Radio ese otoño), comenzó a transmitir su audio a través de su sitio web, revirtiendo una política de Infinity Radio de larga data de no emitir por internet, aunque WCBS de la ciudad de Nueva York había comenzado a transmitir su programación en línea el diciembre anterior. Los comerciales locales que se escuchan en la señal de radio se reemplazan en la transmisión de Internet por anuncios anuncios de interés público nacionales o regionales, u otros anuncios de servicio público, promociones de estaciones, promociones de programas de televisión de CBS y repeticiones de segmentos de programas pregrabados que ya fueron transmitidos (incluyendo StarDate y Science Today, producido por la Universidad de California). Desde marzo de 2010, KCBS otras estaciones de radio de CBS bloquearon el acceso a sus emisiones en vivo a los oyentes de internet que acceden de fuera de los Estados Unidos.
En 2007, KCBS agregó un subcanal digital HD Radio y comenzó a identificarse como "KCBS y KCBS-HD". El 27 de octubre de 2008, la estación comenzó a emitir simultáneamente su programación completa por KFRC-FM (106.9) y el subcanal digital HD1 de esa estación (el formato anterior de "éxitos clásicos" de KFRC-FM se movió al subcanal HD2.) El indicador de los micrófonos de las estaciones ahora muestran solo "740" en los dos lados del cubo y "106.9" en los otros dos. En 2011, las estaciones adoptaron la marca conjunta de "KCBS All News 740 AM y 106.9 FM". (KFRC-FM no cambió sus letras de indicativo porque el distintivo de KCBS-FM ya estaba en uso por la estación propiedad de CBS, pero en Los Ángeles, 93.1 kHz FM).
A mediados de septiembre de 2010, el sitio web de KCBS Radio se fusionó con el de KPIX y sus radios hermanas en el mercado de San Francisco quedaron bajo el eslogan "CBS San Francisco".

### Venta a Entercom
El 2 de febrero de 2017, CBS Radio anunció que se fusionaría con Entercom. Mientras que los accionistas de CBS retuvieron una participación del 72% en la compañía combinada, Entercom fue la entidad sobreviviente, separando la radio KCBS de KPIX. La fusión fue aprobada el 9 de noviembre de 2017, y se llevó a cabo el 17. Comenzando a fines del verano de 2018, KCBS, así como todas las estaciones hermanas propiedad de Entercom, comenzaron a marcarse en el aire durante la identificación a la hora en punto, como "una estación de Radio.com", promocionando la plataforma de transmisión de las estaciones por Internet adquirida de CBS, como parte de la fusión. El cambio de propiedad separó definitivamente a KCBS-AM del canal 5 KPIX-TV.

## Estatus de emisora pionera

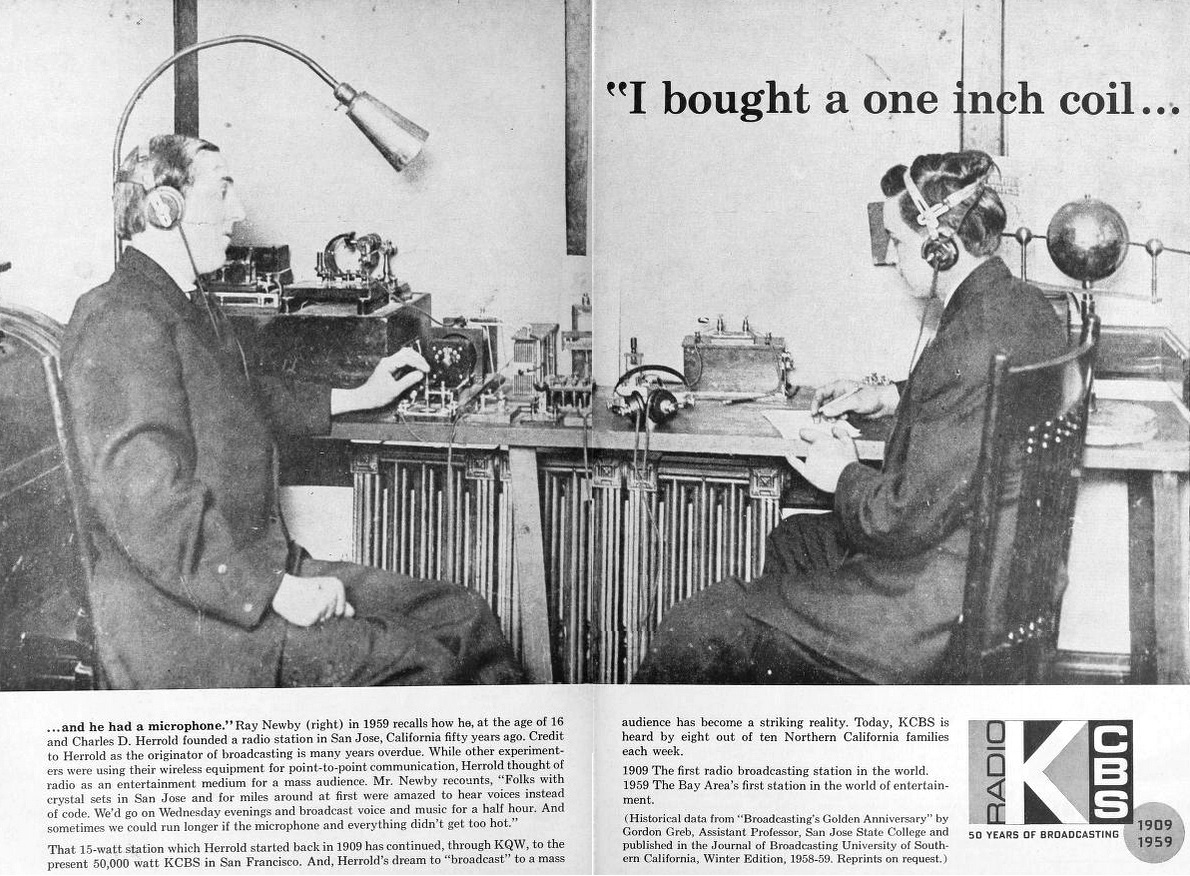
Anuncio de 1959 de KCBS promoviendo el 50.º aniversario de la estación y reclamando el título de ser "la primera estación de radio del mundo". En la fotografía aparece Charles D. Herrold y su ayudante Ray Newby (hacia 1910).

Una de las condiciones de la venta de KQW por parte de Herrold en 1925, fue que los nuevos propietarios incluyeran, en el anuncio de inicio de sesión, lo siguiente: "Esta es KQW, la estación de transmisión pionera del mundo, fundada por el Dr. Charles D. Herrold en San José en 1909".
A pesar de que hay reportes de que Herrold hacía transmisiones de audio experimental allá por 1909, la mejor evidencia es que no fue hasta julio de 1912 cuando  empezó a hacer regularmente emisiones programadas. Estos programas semanales son generalmente aceptados como las primeras emisiones regulares de entretenimiento transmitidas por radio. Más opinable es si KCBS puede ser considerada la estación de radio más vieja en servicio continuo, debido a que, a continuación del fin de la Primera Guerra Mundial, Herrold  no reasumió las transmisiones regulares, hasta mayo de 1921. Otros candidatos a la estación de radio más antigua de EE. UU. incluyen a 8MK / WWJ de Detroit, que comenzó a emitir regularmente en agosto de 1920; WOC en Davenport, Iowa, que tiene su origen en la estación 9BY, la cual comenzó transmisiones regulares alrededor de septiembre de 1920, 9ZAF / KLZ de Denver, con conciertos nocturnos a partir de octubre de 1920; y 8ZZ / KDKA en Pittsburgh, que comenzó a funcionar el 2 de noviembre de 1920.
En 1945, las estaciones WWJ y KDKA celebraron  competitivamente su 25 aniversario, respectivamente, ambas afirmando ser la "estación de radio" más antigua. Más tarde ese mismo año, KQW preparó y transmitió "La historia de KQW". El programa afirmó que KCBS es la estación de radio más antigua, once años más antigua que la WWJ y la KDKA. Esta transmisión incluyó una breve declaración grabada de Herrold, hecha justo antes de cumplir 70 años. Estas dos estaciones, KDKA y KCBS, finalmente quedaron bajo la propiedad común de CBS Radio, y siguen siendo estaciones hermanas, bajo la propiedad de Entercom.
En 2009, KCBS celebró su centenario, con una serie de eventos de un año en toda el Área de la Bahía. Entre ellos se incluyó la dedicatoria pública de una placa que conmemora la "Celebración del centenario de la primera estación de radiodifusión del mundo". Esta placa se encuentra fuera del vestíbulo, en 50 Fairmont Plaza en San José, donde tuvieron lugar las transmisiones originales de Herrold. Durante ese año, KCBS adoptó el eslogan "La primera estación de radio del mundo".
La epopeya tecnológica del pionero Charles Herrold ocurrió en San José, California, en la región que hoy es conocida como el epicentro de la tecnología: Silicon Valley.

## Programación
Al igual que la mayoría de las estaciones de noticias hermanas de Entercom, KCBS transmite informes de CBS News Radio cada hora, incluido el Resumen de CBS World News los días de semana, y el Resumen de CBS News Weekend los sábados y domingos por la mañana temprano. Transmite simultáneamente la parte de audio de los programas semanales de CBS News TV 60 Minutes y Face the Nation. Las características adicionales incluyen tráfico, clima, actualizaciones deportivas e informes comerciales "Bloomberg Moneywatch". Los meteorólogos de KPIX-TV proporcionan pronósticos del tiempo, especialmente durante las horas de mayor tráfico en la mañana y en la tarde.
KCBS Cover Story se transmite semanalmente como una mirada extendida a un tema importante en las noticias, mientras que In Depth es un programa semanal de entrevistas de larga duración. KCBS también transmite simultáneamente un bloque de siete minutos de la transmisión de CBS Evening News East Coast en vivo entre semana, lo que permite a los oyentes escuchar las principales historias del programa, dos horas antes de que el noticiero se transmita por KPIX-TV. La estación alberga segmentos especiales cada día de la semana con los analistas de tecnología de CBS News Larry Magid y Brian Cooley, el columnista de San Francisco Chronicle Phil Matier y el antiguo editor de alimentos y vinos Narsai David. KCBS a menudo presenta entrevistas en vivo con expertos invitados, quienes ocasionalmente también aparecen en el estudio con los presentadores para discutir brevemente una historia, tema o asunto específico; los comentarios editados se reproducen como parte de las noticias destacadas durante el resto del día.

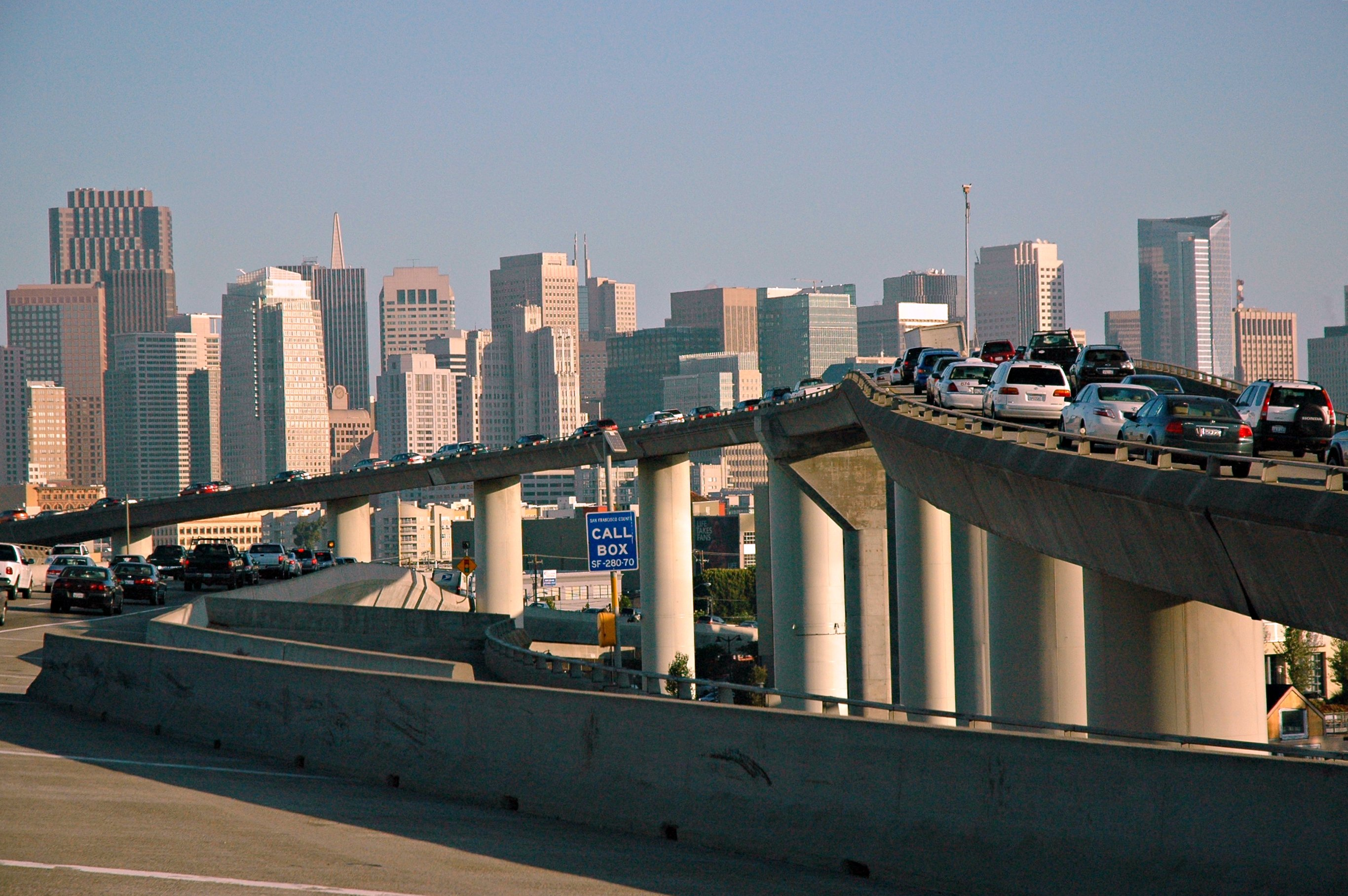
Atasco de tránsito en las autopistas de entrada al centro de San Francisco (2008)

En las mañanas de los días laborables, el equipo de la matinal está formado por el presentador Stan Bunger, Matt Bigler (que suele ser presentador del buró de noticias de San José) y Susan Leigh Taylor (Holly Quan es suplente de Taylor en ocasiones). Su programa incluye conversaciones regulares con el exentrenador y comentarista deportivo de los Oakland Raiders, John Madden. Jason Brooks ha servido como presentador de segmentos de noticias de negocios. En 2011, Kim Wonderley se convirtió en el prsentador del tráfico de la mañana en la estación. KCBS afirma que: "más personas confían en sus informes de tráfico matutinos en KCBS que en cualquier otra estación". En las tardes de lunes a viernes, el equipo de presentadores está conformado por Jeff Bell y Patti Reising. De la arde y noche a la madrugada presentadores de noticias John Evans y Larry Chiaroni. Melissa Culross, Frank Munnich. KCBS a menudo transmite informes de noticias de interés regional procedentes de la estación hermana de Los Ángeles KNX.
En 2018, KCBS se convirtió en la estación principal de las transmisiones de la NFL y de los Oakland Raiders, reemplazando a la estación hermana 95.7 KGMZ-FM. Durante los juegos de fútbol, la estación no proporciona noticias,clima ni actualizaciones de tráfico.

## Notables periodistas
- Stan Bunger: presentador matinal
- Paul Deanno: meteorólogo jefe de KPIX-TV Canal 5
- John Evans: presentador desde la madrugada al amanecer.  Candidato al Bay Area Radio Hall of Fame